# أيريس (فلم)
أيريس (بالإنجليزية: Iris) هو فيلم دراما تم إنتاجه في المملكة المتحدة والولايات المتحدة وصدر في سنة 2001.

## طاقم التمثيل
- جودي دينش
- كيت وينسليت
- جيم برودبنت

## الميزانية والإيرادات
بلغت تكلفة إنتاج الفيلم حوالي 5.5 مليون دولار بينما حقق أرباحا تقدر بـ 16,153,953 دولار.

### ترشيحات وجوائز
| السنة | الحدث          | الفئة                  | النتيجة |
| ----- | -------------- | ---------------------- | ------- |
|       | جائزة الأوسكار | أفضل ممثل في دور مساعد | فوز     |

## وصلات خارجية
- مقالات تستعمل روابط فنية بلا صلة مع ويكي بيانات

1. ↑  "معلومات عن أيريس (فيلم) على موقع ssl.ofdb.de". ssl.ofdb.de. مؤرشف من الأصل في 2021-05-17.
2. ↑  "معلومات عن أيريس (فيلم) على موقع dfi.dk". dfi.dk. مؤرشف من الأصل في 2021-05-25.
3. ↑  "معلومات عن أيريس (فيلم) على موقع allcinema.net". allcinema.net. مؤرشف من الأصل في 2021-05-17.